# Chatuchak
Chatuchak (in thailandese: จตุจักร) è uno dei 50 distretti (khet) della città di Bangkok, capitale della Thailandia.
All'interno del distretto si trova il mercato di Chatuchak, una delle principali attrattive turistiche della capitale e più grande mercato nazionale, e la stazione centrale di Bang Sue, la nuova stazione principale di Bangkok e della Thailandia.

## Geografia
Chatuchak si trova a nord del centro cittadino e confina, da nord in senso orario, con i distretti di Lak Si, Bang Khen, Lat Phrao, Huai Khwang, Din Daeng, Phaya Thai e Bang Sue. Al suo interno si trova il Parco Chatuchak, una delle maggiori aree verdi della capitale.

## Origini del nome
La parola "Chatuchak" è un nome augurale e significa quattro cicli di dodici anni dello zodiaco cinese. Fu dato per primo al Parco Chatuchak l'8 gennaio 1976 da re Rama IX, che quello stesso giorno celebrava il suo 48º compleanno e intese in questo modo augurare prosperità.

## Storia
L'area di Chatuchak si chiamava inizialmente Lat Yao e faceva parte di Bang Khen, vasto distretto densamente popolato la cui superficie era di 173,81 chilometri quadrati. Lat Yao e altre zone erano particolarmente lontane dagli uffici distrettuali. Bang Khen fu quindi smembrato in tre distretti, uno mantenne il nome Bang Khen e gli altri due presero il nome Lat Yao e Don Mueang. Il progetto per gli uffici del distretto di Lat Yao ebbe inizio nel 1989 e quell'anno fu rinominato Chatuchak, con lo stesso nome del parco. Gli uffici distrettuali sarebbero stati inaugurati nel settembre 1995.

## Monumenti e luoghi d'interesse

### Architetture religiose
- Wat Samian Nari, monastero buddhista inaugurato nel 1857

### Architetture civili
Tra gli edifici più importanti vi sono quelli che ospitano i quartieri generali delle seguenti organizzazioni:
- Dipartimento dei parchi nazionali, della vita selvatica e della conservazione delle piante
- Dipartimento delle foreste reali
- Dipartimento della pesca
- Corte criminale di Thailandia
- Dipartimento dei trasporti terrestri
- Ministero dell'Energia

### Parchi
- Parco Chatuchak
- Parco regina Sirikit

## Cultura

### Istruzione

#### Scuole e università
- Università Kasetsart, uno dei migliori atenei del paese
- Università Sripatum
- Saint John's University e Saint John's International School
- Università Chandrakasem Rajabhat, succeursale dell'Università Rajabhat

### Media

#### Quotidiani
- Thai Rath
- Matichon

#### Televisione
- Channel 7

## Geografia antropica

### Suddivisioni amministrative
Il distretto è suddiviso in 5 sotto-distretti (khwaeng).
1. Lat Yao (ลาดยาว)
2. Sena Nikhom (เสนานิคม)
3. Chan Kasem (จันทรเกษม)
4. Chomphon (จอมพล)
5. Chatuchak (จตุจักร)

## Economia
Nella zona di Chatuchak si trovano importanti esercizi commerciali, in particolare il mercato del fine settimana, molte agenzie governative e i quartieri generali di diverse aziende di primaria importanza nazionale come la Thai Airways. Un altro importante esercizio commerciale del distretto è il Central Plaza Lat Phrao, uno dei più grandi centri commerciali di Bangkok. Dai primi anni del XXI secolo ha conosciuto una rapida crescita abitativa diventando una zona residenziale per cittadini del ceto medio e della classe medio-alta della popolazione ed è stato uno dei distretti di Bangkok in cui maggiori sono stati gli investimenti di aziende nazionali e straniere. Tali fenomeni sono stati aiutati dal governo, che ha contribuito al suo sviluppo per trasformarlo in un centro di primaria importanza dal punto di vista commerciale e dei trasporti. In particolare la costruzione della stazione centrale di Bang Sue e la riqualificazione dell'area che la circonda ha fatto parte di un progetto per rafforzare la crescita del distretto.

## Infrastrutture e trasporti

### Strade
L'intersezione di Lat Phrao è uno dei principali snodi stradali di Bangkok. Vi partono le importanti strade Phahonyothin, Vibhavadi Rangsit e Lat Phrao, oltre all'autostrada Don Mueang.

### Ferrovie
Alla fine del 2021 entra in esercizio la stazione centrale di Bang Sue della Ferrovia di Stato della Thailandia, che si trova nel distretto. Sostituisce la vecchia Hua Lamphong come principale stazione di Bangkok e dell'intera Thailandia. Altre stazioni della Ferrovia di Stato a Chatuchak sono la vecchia stazione di Bang Sue e quella di Khomo Sip-Et.
La Linea Sukhumvit della ferrovia sopraelevata Bangkok Skytrain passa per Chatuchak e ferma alle stazioni di Bang Bua, Royal Forest Department, Kasetsart University, Sena Nikhom, Ratchayothin, Phahon Yothin 24, Ha Yaek Lat Phrao e Mo Chit. Sotto terra transita la Linea Blu della Metropolitana di Bangkok con le fermate di Bang Sue, Kamphaeng Phet, Chatuchak Park, Phahon Yothin e Lat Phrao.

### Stazioni delle autocorriere
Nei pressi della stazione centrale di Bang Sue si trova il nuovo terminal Mo Chit delle autocorriere a lunga percorrenza dirette a nord. La vecchia Mo Chit è qualche chilometro più a nord.

## Galleria d'immagini

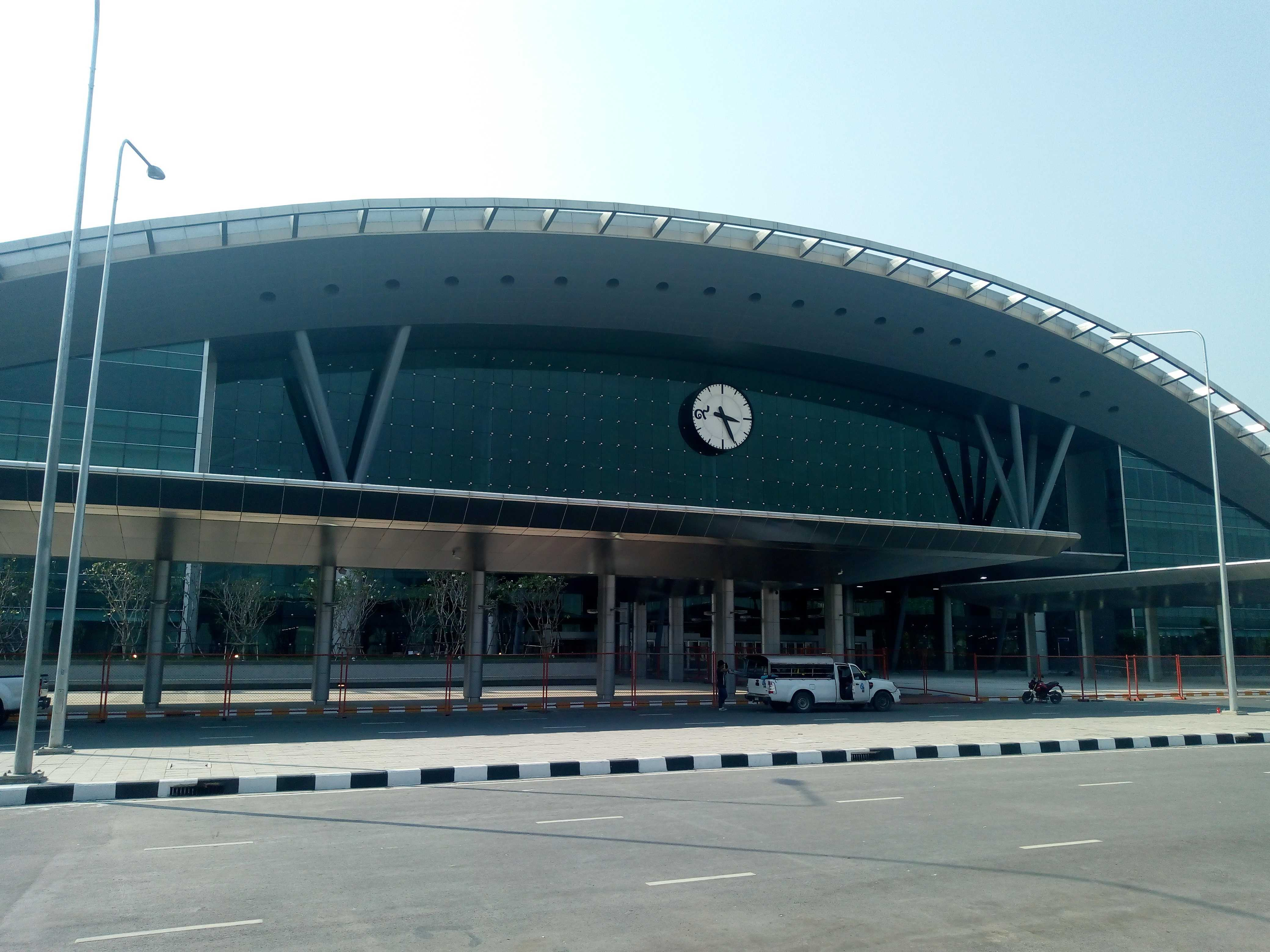
Facciata principale della stazione centrale di Bang Sue
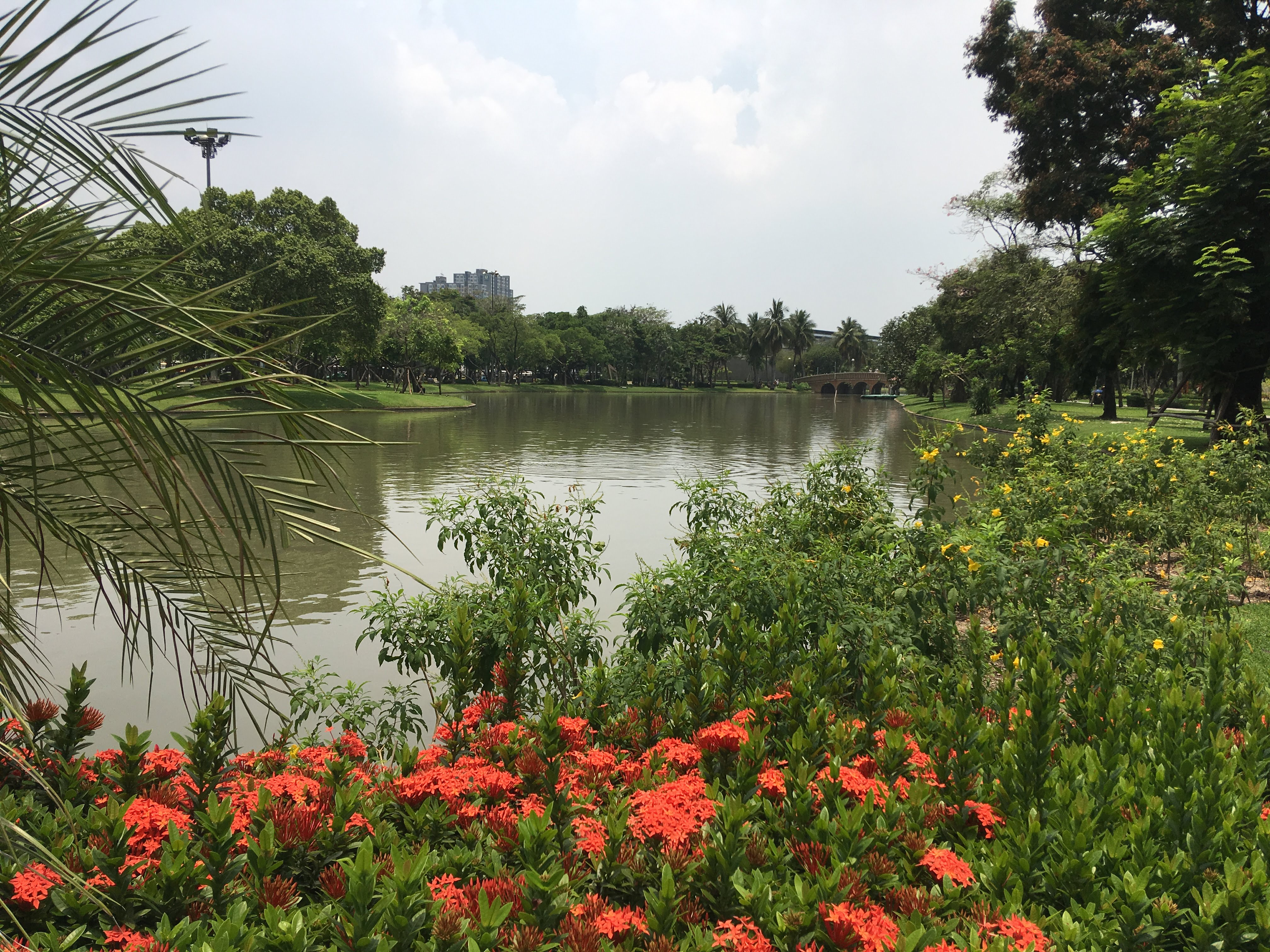
Scorcio del Parco Chatuchak
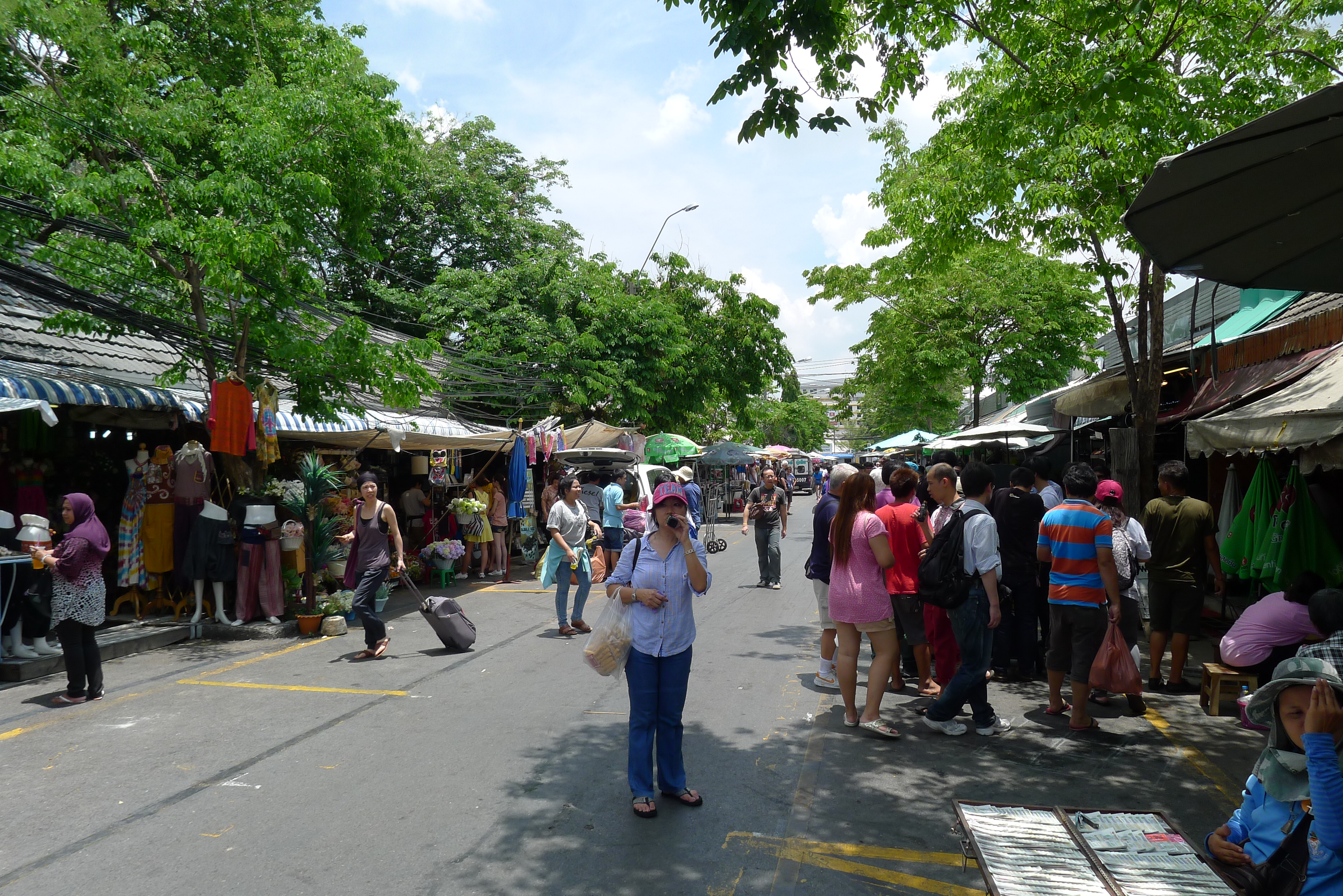
Mercato di Chatuchak
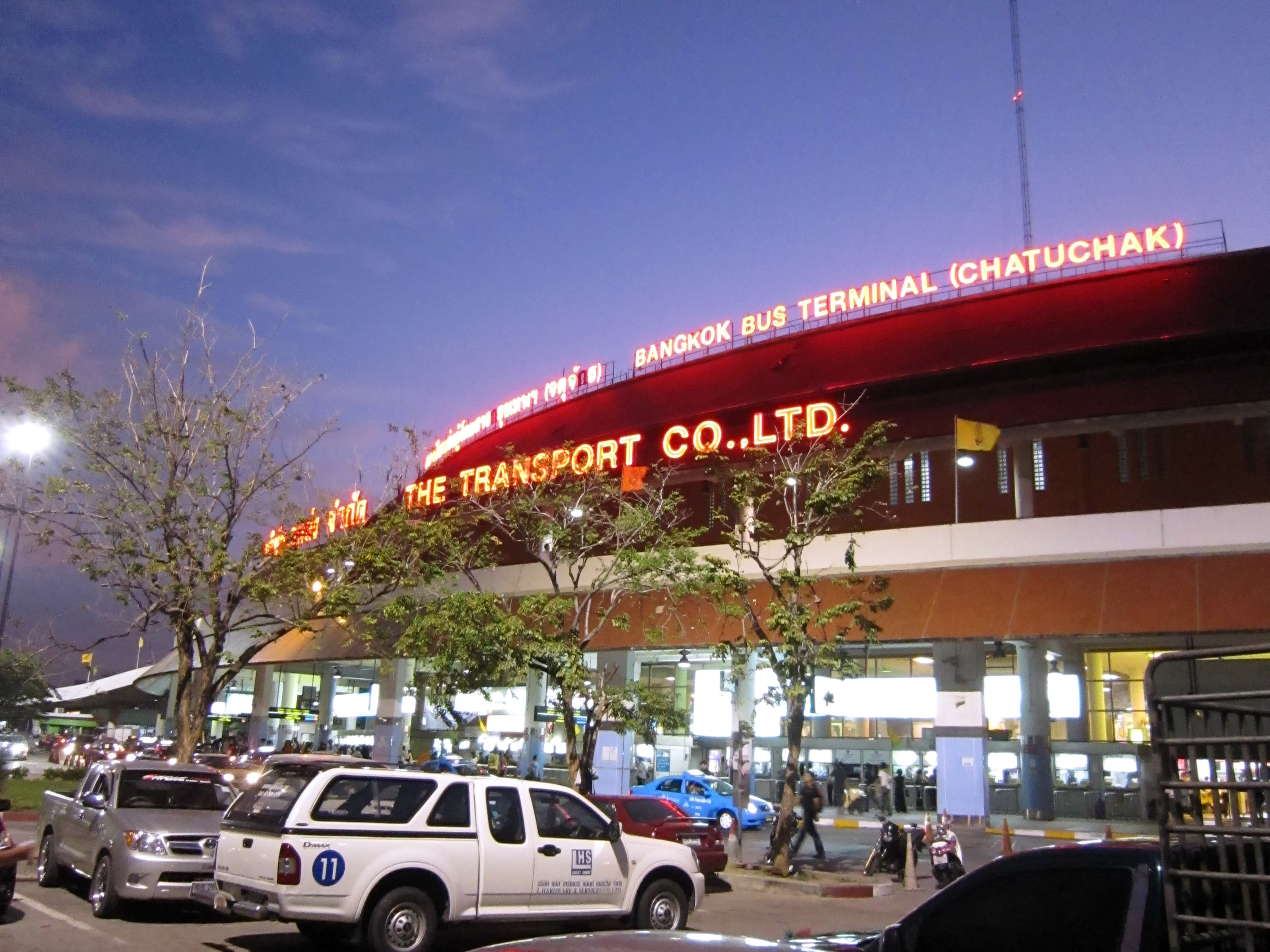
Nuovo terminal Mo Chit delle autocorriere
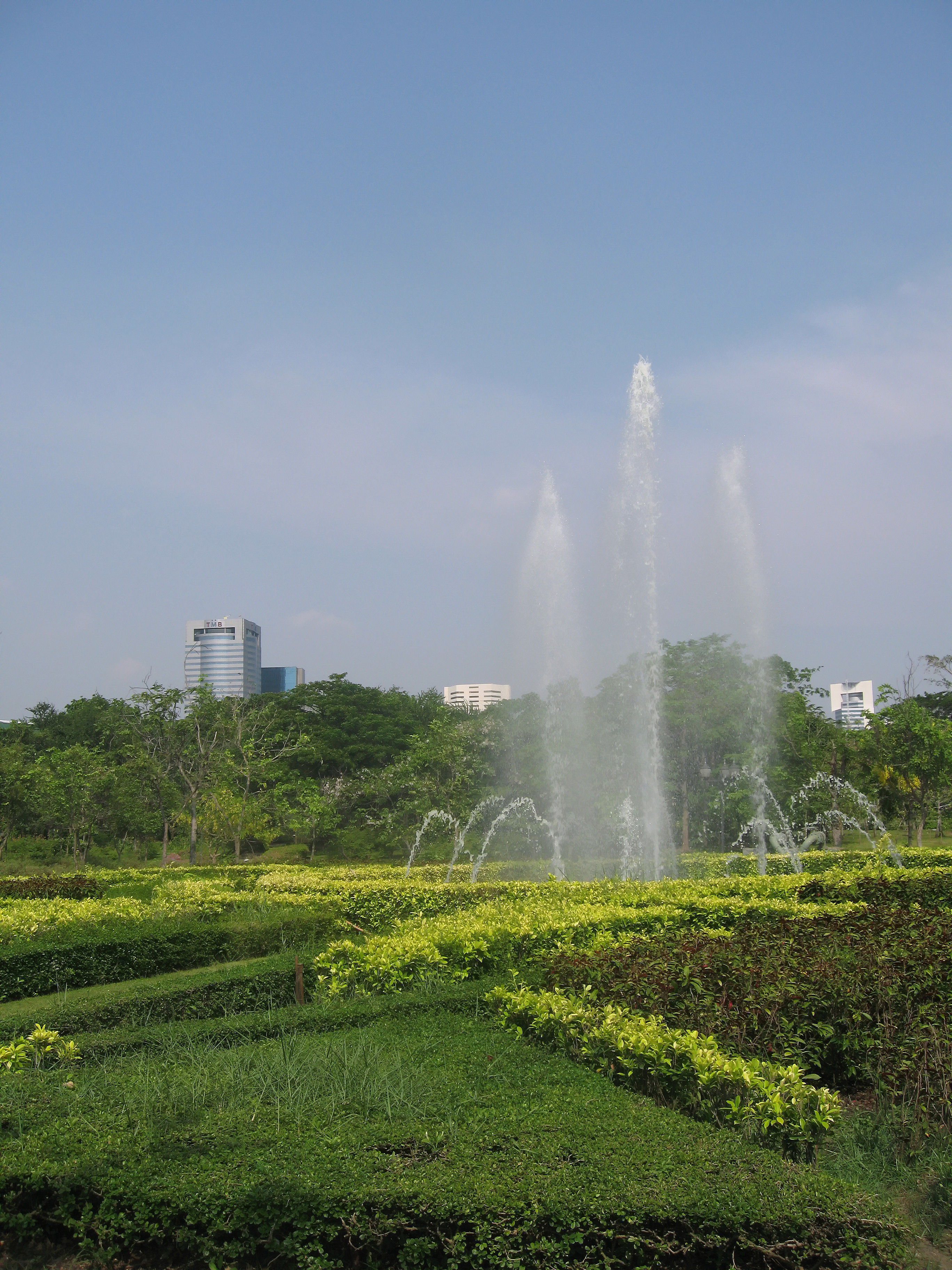
Parco regina Sirikit